# XM2001 Crusader
XM2001 Crusader war ein Projekt für eine neue Panzerhaubitze für die US-Armee, das nicht verwirklicht wurde.

## Geschichte
XM2001 Crusader wurde als Nachfolger für die veraltete M109 entwickelt. Es wurden deutliche Steigerungen im Bereich Feuerkraft, Beweglichkeit und Schutz geplant. Das System wurde von United Defense und General Dynamics entwickelt. Das Projekt wurde im Mai 2002 von Donald Rumsfeld abgebrochen, da es weder präzise, noch mobil genug war, um als wirkliche Verbesserung angesehen zu werden. Des Weiteren wurde das Konzept dieses Panzers für die US-Streitkräfte als veraltet angesehen. Der Prototyp ist in Fort Sill in Oklahoma ausgestellt.

## Technik
Das Programm begann 1995, um die M109-Panzerhaubitze und den Munitionstransporter M992A2 Field Artillery Ammunition Supply Vehicle (FAASV) zu ersetzen. Gefordert wurde unter anderem:
- Zwei Crusader sollten in eine C-17 Globemaster passen
- Die XM297E2-Haubitze sollte wassergekühlt sein
- Automatisierter Munitionstransport und Ladevorgang
- State-of-the-art Cockpit
- Verbundpanzerung
- Crew Compartment
- LV100-5-Gasturbine des M1 Abrams
- Ein Ladefahrzeug mit Ketten oder Rädern

Der Panzer besitzt einen separaten gepanzerten Raum im vorderen Fahrzeug, der die drei Mann Besatzung aufnimmt (Fahrer, Kommandant, Schütze). Die Gasturbine wurde wie beim M1 am Heck des Fahrzeugs verbaut. Das wassergekühlte Geschütz ermöglichte eine hohe Feuerrate und acht Simultaneinschläge im  MRSI (Multiple Rounds Simultaneous Impact)-Verfahren. Die dazugehörigen Ladefahrzeuge basieren auf der gleichen Wanne, besitzen aber statt eines Drehturmes mit Kanone einen starren Aufbau und einen „Rüssel“. Der „Rüssel“ wird in das Heck der Haubitze gesteckt, über ihn werden Treibstoff, Granaten und Treibladungsmodule automatisch vom Ladefahrzeug in die Panzerhaubitze transportiert.

## Übersicht
|                          | Crusader                    | RSV-T (tracked)       | RSV-W (wheeled)       |
| Leermasse                | 40 t                        | 36 t                  | 33,3 t                |
| Länge                    | 7,53 m                      | 7,53 m                | 11,03 m               |
| Breite                   | 3,31 m                      | 3,31 m                | 2,44 m                |
| Höhe                     | 3,00 m                      | 3,00 m                | 3,59 m                |
| Geschw. im Gelände       | 39–48 km/h                  | 39–48 km/h            | 64 km/h               |
| Bewaffnung               | 155 mm                      | N/A                   | N/A                   |
| Schussweite              | 40–50 km (Raketengetrieben) |                       |                       |
| Feuerrate/Versorgungrate | 10–12 Granaten/min          | 48 Granaten in 10 min | 48 Granaten in 10 min |
| Crew                     | 3                           | 3                     | 3                     |

## Trivia
- Krauss-Maffei Wegmann bot eine Version der PzH 2000 an, die durch den Einsatz von Titan statt Stahl deutlich leichter war. Sie wäre teurer als die PzH 2000, aber preiswerter als die Crusader gewesen. Das Angebot wurde abgelehnt.
- Die südkoreanische K9 Thunder und das K10 Ammunition Resupply Vehicle (ARV) verwenden dasselbe Ladeprinzip
- Die Technologie des Autoladers kam in der XM1203 Non-Line-of-Sight Cannon zum Einsatz